# Enhydrosomella kuehnemanni
Enhydrosomella kuehnemanni är en kräftdjursart som beskrevs av Pallares 1968. Enhydrosomella kuehnemanni ingår i släktet Enhydrosomella och familjen Cletodidae. Inga underarter finns listade i Catalogue of Life.